# Hipotetski Merkurov mjesec
Merkurov mjesec bio bi neotkriveni prirodni satelit koji kruži oko Merkura. Za jednog se nakratko mislilo da postoji početkom 1970-ih, ali pokazalo se da su pogrešno interpretirani podaci zvijezde. Promatranje Merkurovog mjeseca sa Zemlje bilo bi teško jer je Merkur relativno blizu Sunca. Na primjer, Merkur nije bio opažan u infracrvenom spektru do 1995. godine. NASA-in MESSENGER, koji je orbitirao oko Merkura od 2011. do 2015., nije otkrio nijedan mjesec.
Merkur ima malu Hillovu sferu, što ograničava potencijal postojanja prirodnog satelita.

## MisijaMarinera 10
Za Merkurov mjesec se nakratko mislilo da postoji. 27. ožujka 1974., dva dana prije nego što je Mariner 10 napravio prolet kraj Merkura, instrumenti su počeli registrirati velike količine ultraljubičastog zračenja u blizini Merkura koji, prema riječima jednog astronoma, "nije imao pravo biti tamo". Sutradan je zračenje nestalo; ponovo se pojavilo tri dana kasnije, čini se da potječe od objekta koji je, naizgled, odvojen od Merkura. Neki astronomi nagađali su da su otkrili zvijezdu, ali drugi su tvrdili da bi objekt trebao biti mjesec, navodeći ne samo dva različita smjera iz kojih je zračenje proizlazilo, već i uvjerenje da takvo visoko-energetsko zračenje ne može probiti jako daleko kroz međuzvjezdanu tvar. Argumenti u korist mjeseca ojačani su kada je izračunata brzina objekta od 4 km/s, što je odgovaralo očekivanoj brzini mjeseca. 

### 31 Crateris
„Mjesec“ je otkriven kako se udaljavao od Merkura 1974. godine i na kraju je identificiran kao zvijezda u pozadini, 31 Crateris. Izgleda da je 31 Crateris spektroskopska binarna zvijezda s periodom od 2,9 dana, a to je možda bio izvor ultraljubičastog zračenja otkriven 1974.
Pogrešno otkrivanje „Merkurovog mjeseca“ 1974. potaknulo je važno otkriće u astronomiji: utvrđeno je da ultraljubičasto zračenje nije tako potpuno apsorbirano od međuzvjezdanie tvari kao što se ranije mislilo. 

## MisijaMESSENGER
U prvotravanjskoj šali iz 2012. godine NASA je objavila da je svemirska letjelica MESSENGER navodno otkrila mjesec u orbiti oko Merkura, kojega su u šali nazvali Caduceus, u odnosu na kaducej, štap kojeg je nosio rimski bog Merkur. Misija MESSENGER  je koristila svemirsku letjelicu za traženje mjeseca u 2011. i 2013. godini, potvrdivši tako da Merkur nema niti jedan mjesec.